# GW170104
GW170104 – zdarzenie astronomiczne zarejestrowane przez obserwatorium LIGO. Jest to trzecie potwierdzone zaobserwowanie zmarszczek czasoprzestrzeni powodowanych przez fale grawitacyjne wyemitowane przez zlewający się układ podwójny czarnych dziur.

## Misja LIGO

Schemat budowy jednego z dwóch identycznych detektorów LIGO, które działają w harmonii jako jedno obserwatorium

Podstawowym celem LIGO jest wykrywanie i próba lokalizacji źródeł fal grawitacyjnych, które powodują zmarszczki czasoprzestrzeni, przewidziane przez Alberta Einsteina w ogólnej teorii względności. Według teorii, czym większa masa i szybszy ruch, tym zaburzenia przestrzeni większe oraz łatwiejsze do obserwacji przez naziemne detektory typu LIGO i Virgo. Badanie Wszechświata za pomocą detektorów fal grawitacyjnych to nowa dziedzina badań astronomicznych oraz uzupełnienie obserwacji prowadzonych poprzez obserwacje promieniowania elektromagnetycznego (w pełnym zakresie) oraz detektory neutrin. Przez rejestrowanie fal grawitacyjnych możliwa jest obserwacja największych kosmicznych zjawisk: fuzji par gwiazd neutronowych, czarnych dziur lub wybuchów supernowych.

## Odkrycie

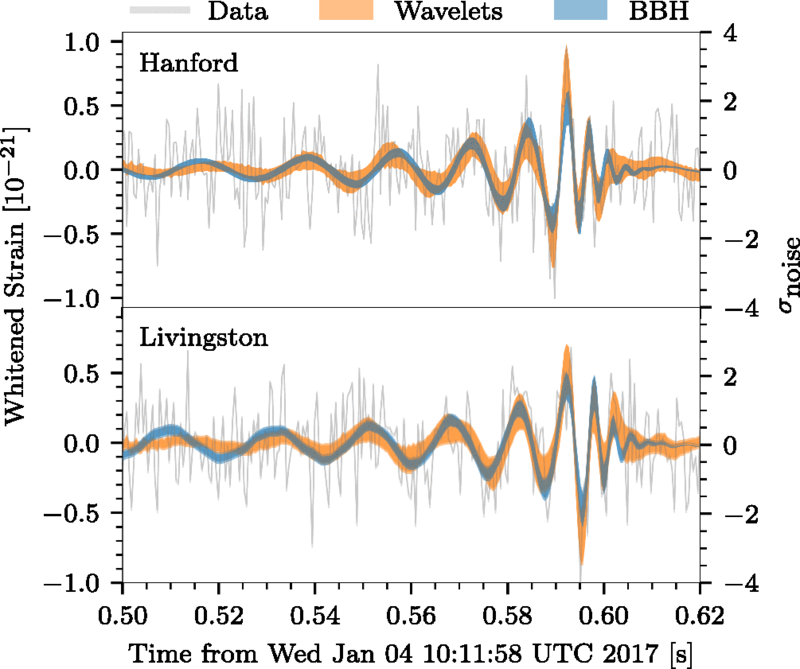
Pomiary systemu LIGO wykonane przez instrumenty w Hanford (górny) i Livingston (dolny)

Detekcja fal grawitacyjnych nastąpiła 4 stycznia 2017 roku o godzinie 10:11:58 UTC przez dwa detektory Laserowego Obserwatorium Interferometrycznego Fal Grawitacyjnych – LIGO (Laser Interferometer Gravitational Wave Observatory), znajdujące się w Livingston (w stanie Luizjana) i Hanford (w stanie Waszyngton). Fale grawitacyjne powstały podczas fuzji dwóch czarnych dziur o masach około 31 i 19 mas Słońca. Do połączenia doszło ok. 3 mld lat temu. W wyniku połączenia powstał obiekt o masie około 49 mas Słońca, pozostała część masy (około 1 {\displaystyle M_{\odot }}) została zamieniona w energię fal grawitacyjnych. Dzięki tej trzeciej detekcji po raz kolejny zostało potwierdzone istnienie populacji czarnych dziur o masach większych niż 20 mas Słońca, niebędących supermasywnymi czarnymi dziurami.
Obserwacja GW170104 dostarcza również wskazówek dotyczących położenia w przestrzeni własnych osi obrotu, wokół których czarne dziury wirują, zbliżając się do siebie. Czarne dziury w układach podwójnych, podobnie jak inne obiekty w takich układach, mogą obracać się wokół osi dowolnie zorientowanych względem siebie i względem płaszczyzny, w której leżą ich orbity. Analiza danych dostarczyła dowodów, że oś obrotu przynajmniej jednej z czarnych dziur nie była prostopadła do płaszczyzny orbity, co może pomóc w wyjaśnieniu, jak ta para czarnych dziur powstała.